# São Tomé (isola)
São Tomé è un'isola del Golfo di Guinea nell'Oceano Atlantico, appartenente allo Stato africano di São Tomé e Príncipe e ricompresa nella provincia omonima.
Con una superficie di 854 km², è l'isola più grande dell'arcipelago e del paese. Ha una popolazione di circa 133.600 abitanti.

## Geografia
Situata nel Golfo di Guinea, a 250 km dalla costa nord-occidentale del Gabon e a 140 km dall'isola di Príncipe, ha un'area di 854 km² e una popolazione stimata di 133.600 persone (gennaio 2005). Raggiunge un'altezza massima di 2.024 metri in corrispondenza del Pico de São Tomé.
Collocata immediatamente a nord dell'Equatore, fa parte di una catena montuosa vulcanica estinta, la linea del Camerun, alla quale appartengono anche Príncipe, Annobón e Bioko.
Le zone costiere e la parte settentrionale dell'isola sono coltivate a cacao, caffè, copra, e palma, mentre le foreste e i pendii costituiscono il Parco Nazionale di Obo.
Nelle acque circostanti l'isola sono state individuati grandi giacimenti di petrolio.

## Storia
Una spedizione oceanica portoghese, guidata dagli esploratori João de Santarem e Pêro Escobar, alla ricerca di porti sicuri di scalo per il traffico di schiavi e della via per le Indie, portò alla scoperta di São Tomé il 21 dicembre 1471, il giorno di San Tommaso da cui prende il nome l'isola. 
Il 9 luglio 1595 ci fu una rivolta di schiavi che bruciarono decine di piantagioni e tentarono di prendere il controllo dell'isola. La rivolta fu capeggiata da uno schiavo di nome Amador che guidò migliaia di suoi compagni per realizzare un sogno di libertà. Alla fine di luglio tentarono un definitivo attacco alla città, ma furono respinti dall'artiglieria portoghese per poi arrendersi alla metà di agosto del 1595.  Abbandonato dai suoi uomini, Amador fuggì nascondendosi nella foresta, dove, raggiunto dai portoghesi, fu catturato e ucciso.

## Popolazione

### Demografia
Secondo le stime di gennaio 2005 nell'isola di São Tomé vivono 133.600 persone, pari al 95,7% della popolazione della nazione, e con una densità di 156,4 abitanti per km².

### Città principali
Capoluogo e principale centro abitato dell'isola è la città di São Tomé, sede di una stazione radio-televisiva, di un ospedale e di un aeroporto internazionale, con una popolazione stimata di 56,166 abitanti (erano 49,957 secondo il censimento del 2001).
| Città principali di São Tomé |                |                 |             |             |             |
|                              | Città          | Popolazione     | Popolazione | Popolazione | Distretto   |
| Censimento 1991              | Città          | Censimento 2001 | Stima 2005  |             | Distretto   |
| 1.                           | São Tomé       | 42,331          | 49.957      | 56,166      | Água Grande |
| 2.                           | Santo Amaro    | 5,878           | -           | 8,239       | Lobata      |
| 3.                           | Neves          | 5,919           | 6,635       | 7,392       | Lembá       |
| 4.                           | Santana        | 6,190           | 6,228       | 6,969       | Cantagalo   |
| 5.                           | Trindade       | -               | 6,049       | 6,636       | Mé-Zóchi    |
| 6.                           | Santa Cruz     | -               | 1,862       | 2,045       | Caué        |
| 7.                           | Pantufo        | -               | 1,929       | 2,169       | Água Grande |
| 8.                           | Guadalupe      | -               | 1,543       | 1,734       | Lobata      |
| 9.                           | Santa Catarina | -               | -           | 971         | Lembá       |
| 10.                          | Porto Allegro  | -               | -           | 334         | Caué        |

### Lingue
Le lingue parlate sono il portoghese e due lingue creole basate sul portoghese: l'Angolar (parlato da circa 5.000 persone nella zona meridionale dell'isola) e il Forro (parlato da quasi 70.000 persone in tutta l'isola).